# The Summer Is Magic
The Summer is Magic è il primo singolo del gruppo musicale italiano Playahitty, pubblicato nel 1994.

## Descrizione
Il brano è stato scritto da Emanuele Asti e Stefano Carrara. Le registrazioni in studio furono eseguite e prodotte da Emanuele Asti avvalendosi della voce di Jenny B (ovvero Giovanna Bersola).
Il singolo è entrato nella classifica di vendita Top 40 in Austria, Francia, Germania, Italia, Paesi Bassi, Svezia e Svizzera, diventando un tormentone estivo di quell'anno.
Anche l'omonimo album The Summer Is Magic ha raggiunto il podio nella classifica di vendita italiana degli album.
Nell'estate 2008 è stata realizzata e pubblicata una versione remix.

## Tracce

### Edizione del 1994
CD-Maxi (Wicked & Wild 1007)
1. The Summer Is Magic (Gambrinus Club Mix) - 5:20
2. The Summer Is Magic (Acappella) - 3:39
3. The Summer Is Magic (Copa Cabana Beach Mix) - 5:31
4. The Summer Is Magic (Radio Mix) - 3:44

CD-Maxi (ZYX 7374-8)
1. The Summer Is Magic (Radio Mix) - 3:44
2. The Summer Is Magic (Gambrinus Club Mix) - 5:20
3. The Summer Is Magic (Acappella) - 3:39
4. The Summer Is Magic (Copa Cabana Beach Mix) - 5:31

Remix - CD-Maxi (ZYX 7374R-8 (ZYX) / EAN 0090204265428)
1. The Summer Is Magic (Alex Party Mix) - 3:57
2. The Summer Is Magic (Alex Party Heavy Mix) - 5:00
3. The Summer Is Magic (D.J. Herbie Mixa Mixa) - 6:26
4. The Summer Is Magic (Original Radio Mix) - 3:44

### Riedizione del 2008
CD-Single (Dance Villa 0868 [nl] / EAN 8712944500158)
1. The Summer Is Magic 2008 (John Marks Radio Edit) - 3:25
2. The Summer Is Magic 2008 (John Marks Extended) - 5:20
3. The Summer Is Magic 2008 (Asti & DJ Cerla Tonik Mix) - 5:06
4. The Summer Is Magic 2008 (DJ Robybello Mix) - 5:36

## Classifiche
| Classifica (1994) | Posizione massima |
| ----------------- | ----------------- |
| Austria           | 14                |
| Francia           | 36                |
| Germania          | 39                |
| Italia            | 2                 |
| Paesi Bassi       | 36                |
| Svezia            | 37                |
| Svizzera          | 12                |
| Classifica (2008) | Posizione massima |
| Paesi Bassi       | 31                |

## Cover
- Nel 1994 una cover del brano viene utilizzata nello spot della casa automobilistica FIAT per la Cinquecento Sporting, caricato su YouTube dal Centro Storico Fiat nel gennaio 2014. Il ritornello recita, parafrasando il ritornello originale, "The Sporting is magic".
- Nel 2023 l'esecutrice originale del brano, Jenny B, ha pubblicato una cover contenuta nell'album Rhythm of My Life - Her Greatest Hits.